# João II da Lorena
João II da Lorena, (também chamado de João da Calábria, João de Lorena, João da Lotaríngia, João de Anju) (* Nancy, 2 de Agosto de 1424 † Barcelona, 16 de Dezembro de 1470) foi Duque da Calábria (1435), Duque da Lotaríngia (1452), Príncipe de Girona (1466) e marquês de Pont-à-Mousson. Era o filho primogênito de Renato I, Duque de Anju e rei titular de Nápoles e de sua esposa Isabel da Lorena (1410-1453).  Herdou as terras de Lorena de sua mãe.  Como pressuposto herdeiro de Nápoles, recebeu o título de Duque da Calábria, e passou a maior parte de sua vida comprometido em lutas pela reconquista de Nápoles por parte dos angevinos.  Em 1466, os catalãs escolheram o seu pai como rei de Aragão, e então ele se tornou Príncipe de Girona, como príncipe aparente.  Foi à Catalunha para forçar as pretensões da família, porém, foi morto, supostamente por envenenamento, em Barcelona.

## Biografia
Em 1434, com a morte do seu irmão, Luis III de Anju (1403-1434), seu pai, Renato, além de herdar os títulos de família, foi nomeado herdeiro da rainha Joana II de Nápoles (1373-1435), e três meses depois, em 1435, quando Joana morreu, torna-se rei de Nápoles e João foi condecorado com o título de Duque da Calábria.  Porém, em 1442, depois que os aragoneses haviam tomado as rédeas do reino, ele foi obrigado a deixar o seu ducado, para retornar para a França.  No entanto, ele passou a maior parte de sua vida criando planos para devolver aos angevinos o trono de Nápoles.  Em particular, diante da morte de Alfonso (1396-1458), em 1458, João, que continuou a ser chamado de Duque da Calábria, com o apoio, tanto diplomático como financeiro, de Carlos VII, o rei da França, tentou uma vigorosa ofensiva contra o filho ilegítimo e sucessor de Alfonso Fernando I de Nápoles. João, naquele ano havia reconquistado Gênova para a França, e tinha sido aclamado governador.  Depois, em outubro de 1459, partiu de Gênova mas quando chegou em Nápoles a sua frota genovesa foi derrotada, e João teve de desembarcar na foz do Volturno, se reorganizou, e por dois anos, realizou grandes feitos, mas, no final, a campanha se tornou um desastre, porque, depois da derrota de Troia em 18 de Agosto de 1462, foi abandonado por todos os nobres mais influentes do reino. Restavam-lhe ainda Ísquia e Castelo do Ovo, onde se juntou a Renato, seu pai, que havia chegado de Provença, tomou conhecimento da inutilidade da causa e o convence a voltar para Provença.
Durante esse período, em 1444 ele havia se casado com Maria de Bourbon(1428-1448, filha do Duque de Bourbon (1401-1456 e de Inês de Borgonha (1407-1476).  Em 1453, com a morte de sua mãe, Isabel da Lorena, João herdou o Ducado de Lorena, sendo o seu pai, Renato de Anjou, ainda vivo.
O relacionamento com o novo rei da França, Luís XI, não teve os mesmos resultados anteriores e em 1465, João se une à uma aliança constituída pelo Duque de Borgonha, Carlos, o Temerário.